# Wohn- und Wirtschaftsgebäude Dorumer Altendeich 14
Das Wohn- und Wirtschaftsgebäude Dorumer Altendeich 14 in der niedersächsischen Gemeinde Wurster Nordseeküste, Ortsteil Dorum, im Landkreis Cuxhaven stammt aus der zweiten Hälfte des 19. Jahrhunderts.
Aktuell (2024) wird es als Wohnhaus und wohl landwirtschaftlich genutzt.
Das Gebäude steht unter Denkmalschutz (siehe auch Liste der Baudenkmale in Wurster Nordseeküste).

## Beschreibung
Das eingeschossige giebelständige verklinkerte Wohn- und Wirtschaftsgebäude als Vierständer-Hallenhaus mit Satteldach, der Grooten Door mit Korbbogen, Okuli (Rundfenster) in den Giebelspitzen, rundbogigen Fenstern im Wirtschafts- und segmentbogigen Fenster im Wohngiebel und der Ortgangfassung in Backstein, ansonsten schlichte Fassade, stammt von um 1880.
Auf dem Hof stehen weitere nicht denkmalgeschützte Nebengebäude.
Das Landesdenkmalamt befand u. a.: „… regionstypisches Gebäude in Form eines Vierständer-Hallenhauses …“